# Leopard Cove
Die Leopard Cove ist eine große Nebenbucht des Paradise Harbor an der Danco-Küste im Westen des Grahamlands auf der Antarktischen Halbinsel. Sie liegt zwischen dem Mount Inverleith und dem Hauron Peak.
Polnische Wissenschaftler benannten sie 1995 nach mehreren hier 1985 gesichteten Seeleoparden.